# LG 뷰 시리즈

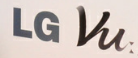
LG 뷰 로고

LG 뷰(LG Vu) 시리즈는 LG전자가 생산하던 스마트 기기 제품군이다. LG 뷰3를 끝으로 폐지되었다. 대화면 스마트폰 중 특이하게 4:3 비율을 채택했다.

## Vu 시리즈
- LG 뷰3

과거 옵티머스 시리즈에 분류 된 제품
- LG 옵티머스 뷰
- LG 옵티머스 뷰2

## 같이 보기
- LG L
- LG F